# 江本義理
江本 義理（えもと よしみち、1925年（大正14年）7月3日 - 1992年（平成4年）4月11日）は、日本の化学者である。

## 経歴・人物
江本義数の長男として東京に生まれる。東京大学理学部卒業後、1948年（昭和28年）に東京国立博物館に勤務し父が調査にあたった高松塚古墳の壁画や、中尊寺金色堂に祀られている即身仏等文化財の保存や調査にあたった。
また偽作かを証明するために調査した文化財に機器分析を導入し、特に当時真偽論争下だった「永仁の壺事件」では蛍光X線の用いた分析によって偽物である事を証明した事で名を馳せた。後に昭和女子大学等の教授を務め、1975年（昭和50年）には父が研究員を務めた経験があった東京国立文化財研究所に入所し、保存科学部長を務めた。